# Бжидово (Острудський повіт)
Бжидово (пол. Brzydowo, нім. Seubersdorf) — село в Польщі, у гміні Оструда Острудського повіту Вармінсько-Мазурського воєводства.
Населення — 480 осіб (2011).

## Демографія
Демографічна структура станом на 31 березня 2011 року:
|          | Загалом | Допрацездатний вік | Працездатний вік | Постпрацездатний вік |
| -------- | ------- | ------------------ | ---------------- | -------------------- |
| Чоловіки | 245     | 57                 | 164              | 24                   |
| Жінки    | 235     | 62                 | 127              | 46                   |
| Разом    | 480     | 119                | 291              | 70                   |